# Fantasma (La spada della verità)
Fantasma (in lingua originale, Phantom) è il decimo volume della serie sword and sorcery de La spada della verità, dello scrittore statunitense Terry Goodkind (1948 - 2020). Uscito negli Stati Uniti nel 2006, in Italia è stato pubblicato l'anno seguente da Fanucci. Il libro è stato poi ripubblicato in edizione economica con il titolo La Spada della Verità - Volume 10. Fantasma costituisce la seconda parte della cosiddetta "trilogia della catena di fuoco".

## Trama
Fantasma si riallaccia direttamente alla conclusione del precedente romanzo, nel quale si era alla fine scoperto che le quattro Sorelle dell'Oscurità Ulicia, Cecilia, Armina e Tovi avevano rapito la Madre Depositaria Kahlan Amnell per servirsene nel furto delle scatole dell'Orden, con le quali intendono liberare il Guardiano dal mondo sotterraneo. Per coprire le proprie tracce, le Sorelle avevano lanciato un potente incantesimo denominato "catena di fuoco", che ha fatto sì che tutti, ad eccezione apparentemente del solo Richard Rahl, si dimenticassero di Kahlan e non riuscissero neppure a vederla. Richard, impegnato nella ricerca dell'amata moglie, è al contempo braccato dalla bestia da sangue, mentre le truppe dell'Ordine Imperiale avanzano imperterrite nella loro campagna di conquista del Nuovo Mondo.
Il romanzo si apre con Kahlan Amnell, che a sua volta ha dimenticato la propria identità, costretta a seguire le tre Sorelle dell'Oscurità Ulicia, Cecilia e Armina, trasportando due scatole dell'Orden. La terza è nelle mani di Sorella Tovi, che ha preceduto le compagne. Ma alla locanda del Cavallo Bianco, fissata come punto di incontro, Tovi non viene trovata. Inoltre le Sorelle dell'Oscurità, da alcune osservazioni fatte dall'oste, scoprono che questi riesce a vedere Kahlan e la riconosce come Madre Depositaria. Più tardi si chiarirà che questa è una conseguenza del passaggio dei rintocchi, avvenuto nel quinto volume, che ha irrimediabilmente contaminato la magia nel mondo e quindi impedito alla catena di fuoco di funzionare completamente. Le tre Sorelle dell'Oscurità uccidono il locandiere e la sua famiglia e proseguono verso la località di Caska, dove credono di poter ritrovare Sorella Tovi e la terza scatola dell'Orden. Ignorano infatti che Tovi sia stata derubata da Samuel e poi uccisa da Nicci al termine del precedente episodio.  
A Caska le quattro donne si imbattono in una ragazzina di nome Jillian, che sostiene di poterle condurre da Tovi. A destinazione però ad attenderle trovano l'imperatore Jagang, che ha costretto Jillian a guidarle in trappola. Le quattro Sorelle dell'Oscurità credevano fino a questo momento di essere al sicuro dal potere del tiranno dei sogni grazie al giuramento di fedeltà prestato a Richard Rahl nel terzo episodio, ma Jagang gli spiega che tale giuramento non ha mai avuto effetto, in quanto le Sorelle avevano continuato a servire il Guardiano e quindi operato contro Richard e tutto ciò per cui lui combatte. Jagang, che per tutto il tempo ha quindi solo finto di perdere il controllo sopra Ulicia e le sue compagne, si impadronisce di loro e del loro bottino, ovvero Kahlan, una copia del Libro delle ombre importanti e due scatole dell'Orden. Kahlan cerca di opporre resistenza, riuscendo tra l'altro ad uccidere Sorella Cecilia e far fuggire Jillian. Ma l'imperatore la ricattura e la costringe ad accompagnarlo nella prevista ultima parte della campagna di conquista. Le promette inoltre di distruggerla quando si sarà ricordata del proprio passato e del suo legame con Richard.   
Intanto, al Mastio del Mago giunge la strega Shota, accompagnata dalla veggente Jebra Bevinvier. Jebra, già al servizio della regina Cyrilla di Galea, riporta di come il regno di quest'ultima sia stato conquistato e messo brutalmente a sacco dall'Ordine Imperiale. Shota provoca inoltre a Richard una visione di sé stesso prigioniero dell'Ordine Imperiale, che assiste impotente allo stupro della moglie Kahlan. Tutto ciò per incoraggiarlo a rinunciare alla ricerca di Kahlan e guidare invece le truppe dell'Impero d'hariano contro quelle dell'Ordine Imperiale, che si apprestano a marciare alla volta del Palazzo del Popolo. Una profezia vuole infatti che, qualora non si ponga al comando dei difensori nello scontro finale, seguirebbe un'era di rovina per tutto il mondo. Richard, scettico nei confronti della profezia, ordina ai suoi soldati di evitare la confrontazione diretta con l'esercito nemico e colpire invece le vie di rifornimento e i sostenitori dell'Ordine Imperiale nel Vecchio Mondo.  
Infine Shota, assunte le sembianze della madre di Richard, gli spiega ancora che, tremila anni prima, l'allora Primo Mago Baraccus, prevedendo l'avvento di un tiranno dei sogni, ovvero l'imperatore Jagang, aveva fatto in modo di far nascere un mago guerriero in grado di opporsi a lui. Inoltre Baraccus aveva lasciato un libro di istruzioni per aiutare il mago guerriero nella sua lotta. L'uomo riparte quindi assieme a Cara e Nicci, ma mentre viaggiano tramite la Sliph, un nuovo attacco della bestia da sangue li divide. Ritrovatosi Richard in un posto sconosciuto, la Sliph gli rivela di trovarsi nei pressi del rifugio dei ciuffi notturni, che custodiscono la biblioteca personale di Baraccus e quindi anche il libro con le istruzioni lasciate da quest'ultimo.  
Ma mentre si allontana, Richard viene catturato e portato a Tamarang dalla strega Sei. Quest'ultima, nemica di Shota, le ha sottratto il controllo su Samuel e gli ha ordinato di rubare la terza scatola dell'Orden a Sorella Tovi e rapire la giovane Rachel. Sei apparentemente rende conto a Violet, regina di Tamarang, cui ha promesso vendetta contro Richard e Rachel, per averle il primo spaccato la mandibola e la seconda per essere fuggita da Tamarang durante gli eventi del primo volume. Richard approfitta dell'arrivo di un contingente dell'Ordine Imperiale per tentare la fuga, facendosi largo tra numerosi soldati nemici. Nonostante venga ricatturato, il comandante dell'Ordine, impressionato dalla sua forza e non riconoscendo in lui lord Rahl, gli offre di diventare l'uomo di punta della squadra di Ja'La dh Jin della sua truppa. Il Ja'La è infatti lo sport preferito dell'imperatore Jagang, che organizza regolari tornei, con in palio ricchi premi per i vincitori e severe punizioni per i perdenti. Presentatosi con il falso nome di Ruben Rybnik, Richard accetta l'offerta del comandante. Approfittando della confusione, l'evasione riesce invece a Rachel, che porta con sé la scatola dell'Orden rubata da Samuel e si ricongiunge con il padre adottivo Chase. La scatola dell'Orden viene portata al Mastio del Mago, ove Nicci, in un atto di fede verso Richard e il suo destino, decide di aprirla.

## Personaggi
- Richard Rahl
- Kahlan Amnell
- Zeddicus Zu'l Zorander
- Cara
- Nicci
- Priora Annalina
- Nathan Rahl
- Priora Verna
- Sorella Ulicia
- Sorella Armina
- Sorella Cecilia
- Shota
- Jebra Bevinvier
- Sei
- Chase
- Rachel
- Imperatore Jagang
- Regina Violet

## Decima regola del mago
In questo volume scopriamo la Decima Regola del Mago: 

## Edizioni
- Terry Goodkind, Fantasma, traduzione di Nicola Gianni, I ed., Fanucci, 2007,  pp. 656, cap. 58.